# Зора Петровић
Зора Петровић (Добрица, 17. мај 1894 — Београд, 25. мај 1962) била је српска сликарка. Спада у најзначајније представнике експресионизма у сликарству Србије између два светска рата.

## Биографија
Средњу школу је похађала у Панчеву 1907 — 1909. године. Уписала се на Уметничко-занатску школу у Београду 1912—1914. у којој су јој предавали Милан Миловановић, Ђорђе Јовановић и Марко Мурат. Сликарство је студирала у Пешти код професора Деак-Ебнера, и учествовала на курсевима професора Ретија у тзв. 'Барбизону у Нађбањи'. Период од 1915. до 1919. проводи на Краљевској Маџарској Земаљској Сликарској Великој Школи код професора Лајоша Деака Ебнера. У Београд се враћа 1919. када завршава Уметничко-занатску сликарску школу код професора Љубе Ивановића и запошљава се као наставница у Реалци у Београду, а од 1921. до 1944. предаје у Другој женској гимназији 'Краљица Наталија'. У Париз 1925.-1926. годину дана борави у атељеу Андре Лота. Радила је најпре као учитељ цртања, а у Сликарској школи Младена Јосића као хонорарна професорка сликарства од 1942. до 1944. Године 1952. добила је посао професора на Академији ликовних уметности у Београду и ту радила до краја живота. Преминула је у Београду 25. маја 1962. и сахрањена у Панчеву.
Први пут је излагала 1921. године у Сомбору, а прву самосталну изложбу приредила је 1927. у Салону пријатеља уметности Цвијета Зузорић на Краљевском тргу (сада Студентском тргу). Учествовала је на бројним групним изложбама у земљи и иностранству. Била чланица Друштва српских уметника 'Лада' (1924 — 1927), Уметничке групе 'Облик' (1928 — 1931), „Дванаесторица“ (1938) и „Самостални“ (1951 — 1954).

## Сликарство
Теме њених слика су ентеријери, портрети, али најчешће актови и жене из народа. Сви историчари модерне српске уметности сврставају сликарство Зоре Петровић најпре, на почетку њеног стваралаштва, у поетску фигурацију, а касније у колористички експресионизам коме је остала верна до последњих дела. Њено сликарство заснива се на наглашеном, брзом, широком потезу четке преко платна без непотребног детаљисања форме. Супротно томе, фигуре на њеним сликама су деформисане, анатомски изобличене, али пуне унутрашње снаге и искрености хроматског звука. Слике су јој испуњене густом колористичком пастом и светлом које те облике наглашава. Ове сликарске основе Зора Петровић је поставила тридесетих година и остала је верна том стилском изразу до краја живота.
Њени радови могу се видети у Народном музеју у Београду, Музеју савремене уметности у Београду и у колекцији Спомен-збирка Павла Бељанског у Новом Саду.

## Признања
- 1955. Октобарска награда града Београда, Београд
- 1958. Орден рада са црвеном заставом, указом председника ФНРФ Јосипа Броза Тита, Београд
- 1961. изабрана за Дописног члана Српске академије наука и уметности, Београд

## Самосталне изложбе
- 1927. Салон пријатеља уметности Цвијета Зузорић (на Краљевском тргу, сада Студентском тргу), Београд
- 1930. Уметнички павиљон, Београд
- 1933. Уметнички павиљон Цвијета Зузорић, Београд
- 1937. Уметнички павиљон, Београд
- 1951. Уметнички павиљон, Сарајево
- 1952. Уметнички павиљон, Београд
- 1955. Уметнички павиљон на Калемегдану, Београд
- 1957. Галерија Савременог дома, Београд
- 1958. Уметнички павиљон на Калемегдану, Београд
- 1959. Мала галерија Атељеа 212, Београд
- 1960. Уметнички павиљон на Калемегдану, Београд
- 1962. Зрењанин, Кикинда, (постхумно Суботица, Панчево)